# Закарпатська обласна державна адміністрація
Закарпатська обласна державна адміністрація — місцева державна адміністрація Закарпатської області.
У зв'язку з широкомасштабним вторгненням Росії 24 лютого 2022 року набула статусу військової адміністрації.

## Керівництво
- Голова Закарпатської облдержадміністрації —  Білецький Мирослав Золтанович
- Перший заступник голови — Мирослав Білецький; заступники голови: Іштван Петрушка, Ігор Шинкарюк,[3][4].
- Заступник голови з питань цифрового розвитку, цифрових трансформацій і цифровізації (CDTO) — Олександр Пацкан.
- Керівник апарату ОДА — Руслана Натуркач[5].

### Голови
1. Волощук Михайло Юрійович  9 лютого 1990 по 2 липня 1991 року — 1-й секретар Закарпатського обласного комітету КПУ, одночасно з квітня 1990 по жовтень 1991 — голова Закарпатської обласної Ради, голова виконкому Закарпатської обласної ради.
2. Країло Михайло Іванович ( 24 березня 1992 —12 липня 1994 року (представник Президента в Закарпатській області))
3. Устич Сергій Іванович, 1955 р.н. (10.07. 1995 — (19.09. 1996)- 05.05.1999)
4. Балога Віктор Іванович, 1963 р.н. (05.05. 1999 — 01.06.2001), СДПУ(о) — 1997—2000; «Наша Україна» — 2002—2008; «Єдиний центр»
5. Москаль Геннадій Геннадійович, 1950 р.н. (01.06.2001 — 27.09.2002), «Наша Україна», БЮТ, «Фронт змін»,
6. Різак Іван Михайлович, 1965 р.н. (27.09.2002 — 21.01.2005), СДПУ(о) — 1997—2002
7. Балога Віктор Іванович, 1963 р.н. (04.02. — 27.09.2005), СДПУ(о); «Наша Україна»; «Єдиний центр»
8. Гаваші Олег Олодарович, 1958 р.н. (07.10.2005 — 18.03.2010)
9. Ледида Олександр Олександрович, 1957 р.н. (18.03.2010 — 02.03.2014), «Наша Україна» (2002-03), «Партія регіонів» (з 2003)
10. Лунченко Валерій Валерійович (02.03.2014 — 15.09.2014), «Батьківщина»
11. Губаль Василь Іванович (16.09.2014 — 15.07.2015)
12. Москаль Геннадій Геннадійович (15.07.2015 — 11.06.2019)
13. Дуран Іван Петрович ((т.в.о.) 11.06 — 5.07.2019)
14. Бондаренко Ігор Самійлович, 1964 р.н. (05.07.2019 —26.12.2019)
15. Гетманенко Олексій Олександрович ((т.в.о.) 26.12.2019 —  22.04.2020)
16. Петров Олексій Геннадійович, 1976 р.н. (22.04.2020 — 7.12.2020)
17. Полосков Анатолій Олександрович (7.12.2020 — 18.11.2021 року)
18. Добромільський Петро Петрович ((т.в.о)19.11 — 10.12.2021)
19. Микита Віктор Федорович (10.12. 2021 — 06.09.2024[6])
20. Білецький Мирослав Золтанович (в.о.) (09.09.2024-08.11.2024)[7] голова з 8 листопада 2024 року[8]